# Conzieu
Conzieu település Franciaországban, Ain megyében. Lakosainak száma 148 fő (2022. január 1.). Conzieu Ambléon, Colomieu, Lhuis, Groslée-Saint-Benoît és Arboys en Bugey községekkel határos.

## Népesség
A település népességének változása:
| Lakosok száma | 99   | 75   | 79   | 102  | 146  | 146  | 148  | 151  | 150  | 148  |
|               | 1968 | 1982 | 1990 | 2006 | 2013 | 2015 | 2017 | 2019 | 2020 | 2022 |